# Cirneco dell’Etna
Cirneco dell'Etna, a szicíliai nyúlvadász kutya egy ősi agárféle.

## Története
Ez a kis méretű fajta Szicíliából származik. A kutyát régen nyúlvadászatra használták. Úgy tartja a mondás, hogy a "Cirnechi" (ez a kutya többesszáma olaszul) már 3000 éve került Szicíliába, föníciai kereskedők révén.

## Jellegzetessége
Az volt a fajta sajátossága, hogy étel és ital nélkül képes dolgozni hosszú órákon át. A faj szaglása kitűnő, testalkata lehetővé teszi, hogy agárhoz hűen szelje a kilométereket, akár hegyvidéki környezetben is. Ezért is szerepel a nevében az Etna szó.

## Külső jellemzői
A fáraókutyára és az ibizai kopóra hasonlít leginkább az agarak közül. Szőre nem igényel különösebb ápolást. Marmagassága 43–51 cm, súlya 10–12 kg. Lakáson kívül is tartható, mint a többi vadászkutya, nem igényli a meleg lakást.

## Természete
Természete igen barátságos. Agárféle lévén nagy a mozgásigénye. A Cirneco dell'Etna méltósággal, kecsességgel vadászik. Ma már csak háziállatnak és kiállítási kutyának tartják.

## Fajta besorolása
FCI szerint: 5. csoport 7. szekció ősi vadászkutyák
Fajta szerint: Vadászkutyák / Agarak / Rövidszőrű agarak